# Lachemilla involucrata
Lachemilla involucrata är en rosväxtart som beskrevs av J. Gaviria. Lachemilla involucrata ingår i släktet Lachemilla och familjen rosväxter. Inga underarter finns listade i Catalogue of Life.